# Tossal de la Tosca
El Tossal de la Tosca és una muntanya de 261 metres que es troba al municipi d'Alcarràs, a la comarca catalana del Segrià.